# Odontocera simplex
Odontocera simplex là một loài bọ cánh cứng trong họ Cerambycidae.